# Chimmie Fadden Out West
Pour plus de détails, voir Fiche technique et Distribution.
Chimmie Fadden Out West (Chimmie Fadden dans l'Ouest) est un film américain de Cecil B. DeMille sorti en 1915. C'est une comédie construite autour du comique Victor Moore, dont le personnage de James "Chimmie" Fadden avait déjà été l'objet d'un film du même réalisateur (Chimmie Fadden, sorti un peu plus tôt la même année). Cette fois-ci, le bon gros garçon new-yorkais est envoyé dans l'Ouest américain.

## Synopsis
Chimmie Fadden (Victor Moore) traine dans le Bowery, sans argent pour épouser sa fiancée, la "Duchesse" (qui est femme de chambre). Pour 10 000 dollars, il accepte de participer à l'opération promotionnelle des Chemins de Fer du Sud-Ouest : partir dans la vallée de la Mort et prétendre y avoir découvert de l'or. Chimmie part donc dans l'Ouest, où ses manières de "pied-tendre" font sensation. Il a fort à faire avec Ramona, un âne peu collaboratif. Mais les choses commencent à se compliquer vraiment à partir de la « découverte » du filon.

## Fiche technique
- Titre original : Chimmie Fadden Out West
- Réalisation : Cecil B. DeMille
- Scénario : Cecil B. DeMille et Jeanie Macpherson
- Montage : Cecil B. DeMille
- Format : 35 mm
- Durée : 74 minutes
- Date de sortie :
  - États-Unis : 21 novembre 1915

## Distribution
- Victor Moore : James "Chimmie" Fadden
- Camille Astor : La Duchesse, sa fiancée
- Raymond Hatton : Larry Fadden, son frère
- Mrs. Lewis McCord : Mme Fadden, sa mère
- Ernest Joy : Mr. Van Courtlandt
- Tom Forman : Antoine
- Florence Dagmar : Betty Van Courtlandt
- Harry Hadfield : Preston